# Blechnum paschale
Blechnum paschale är en kambräkenväxtart som först beskrevs av Carl Frederik Albert Christensen, och fick sitt nu gällande namn av Maarten J.M. Christenhusz. Blechnum paschale ingår i släktet Blechnum och familjen Blechnaceae. Inga underarter finns listade.